# Филипп-Вильгельм Оранский
Филипп-Вильгельм Оранский (нидерл. Philipp Wilhelm von Oranien-Nassau; 19 декабря 1554, Бюрен — 20 февраля 1618, Брюссель) — нидерландский государственный деятель, принц Оранский, граф Нассау, Катценельнбоген, Вианден, Бюрен, Леердам, барон Бреды и Ярсвельд и др. Старший сын Вильгельма I Оранского.

## Биография
Филипп-Вильгельм родился у Вильгельма I Оранского в его первом супружестве от Анны ван Эгмонт. Мальчика назвали в честь его отца и короля Испании Филиппа II, бывшего тогда сувереном Нидерландов. После ранней смерти матери он унаследовал графство Бюрен. Опекуном Филиппа-Вильгельма и его старшей сестры, Марии стала правительница Испанских Нидерландов Мария Австрийская. В 1566 году он поступает в Лёвенский университет, здесь его посетил новый штатгальтер Нидерландов, герцог Альба. Год спустя отец Филиппа-Вильгельма, Вильгельм I Оранский, вместе с дочерью Марией, бежит от террора, развязанного Альбой в Нидерландах, и находит приют у родни в Германии (в Дилленбурге). Филипп-Вильгельм остаётся в Лувене, полагая, что ему ничего не угрожает и рассчитывая на доброе отношение к нему герцога Альбы.
14 февраля 1568 года Филипп-Вильгельм, по указанию испанского кардинала Гравелы был арестован и отправлен заложником в Испанию. Протесты его отца и просьбы освободить сына, направленные герцогу Альба и императору Священной Римской империи Максимилиану II, успеха не имели. Весной 1568 года Филипп-Вильгельм прибыл в Испанию и поступил там в университет Алькала-де-Энарес. Первое время жизнь была достаточно свободной; в университете принц изучил 6 языков, мог охотиться, содержать любовниц, посещать балы. Однако поддерживать контакт со своей семьёй ему было запрещено. Тем не менее Филипп-Вильгельм сумел отправить отцу несколько писем. Когда это открылось, то он был переведён в замок Аревало и помещён в более строгие условия. В то же время принцу разрешалось посещать испанский королевский двор в Эскориале, он был также принят королём.
В 1584 году, после убийства своего отца, Филипп-Вильгельм наследует его титул принца Оранского. Однако место следующего штатгальтера Нидерландов занимает его брат, Мориц Оранский, в то время как сестра Мария управляла их общим наследством. В сентябре 1595 году Филипп-Вильгельм был освобождён из-под ареста в замке Аревало и отправлен в Нидерланды в свите их нового губернатора, эрцгерцога Альбрехта. 11 февраля 1596 года они прибывают в Брюссель, для принца Оранского это было возвращение на родину через 28 лет. Вскоре после этого он встречается со своей сестрой в Клеве и принимает участие в походе эрцгерцога под Кале.
В 1598 году Филипп-Вильгельм встречается в Париже со своей мачехой Луизой де Колиньи. Эта женщина сумела завоевать доверие принца, отвлечь его от поддержки испанской политики в пользу Франции. В 1606 году, при посредничестве Луизы, он вступает в брак с Элеонорой де Бурбон-Конде, дочерью Анри де Бурбона, принца Конде. Брак этот, вызвавший недовольство эрцгерцога Альбрехта, оказался счастливым, хоть и был бездетным. В 1600 году Мориц Оранский сумел разгромить испанские войска эрцгерцога Альбрехта в битве при Ньивпорте, однако и после этого Филипп-Вильгельм, споривший с братом из-за отцовского наследства, оставался на испанской службе. Лишь в 1609 году французский король Генрих IV примирил Морица и Филиппа-Вильгельма. Король Генрих IV также гарантировал неприкосновенность территории принадлежавшего Филиппу-Вильгельму и находившегося на юге Франции княжества Оранж. В свою очередь, Филипп-Вильгельм сумел помирить Морица с их сестрой Эмилией.
Филипп-Вильгельм скончался, не оставив прямых наследников. Согласно его воле, титул принцев Оранских и княжество Оранж унаследовал его брат, Мориц Оранский.